# Emilio Baeza
Emilio Baeza Medina (Torrox, 28 de febrero de 1892-Málaga, 24 de diciembre de 1980) fue un abogado y político español del Partido Radical Socialista, primer alcalde de Málaga durante el período de la Segunda República.

## Biografía
Elegido concejal en el Ayuntamiento de Málaga en 1919 y en 1931, en las filas de la Conjunción Republicano-Socialista. El 14 de abril de 1931, con la proclamación de la II República en abril, fue elegido alcalde de Málaga. Su elección coincidió con los actos de violencia callejera anticlerical y revolucionaria del derribo de la estatua del marqués de Larios e incendio del periódico La Unión Mercantil. A la celebración del 1 de mayo de ese año acudieron en torno a 50.000 personas en la plaza de Riego (plaza de la Merced). La presidieron Emilio y el gobernador civil Antonio Jaén Morente junto al capitán José Piaya Rebollido, procesado en rebeldía por la sublevación de Jaca de 1930. El día 11 tuvo lugar en Málaga la quema y saqueo de conventos de mayor violencia en España, que supuso la destitución del gobernador militar Juan García Gómez-Caminero y la detención de los líderes comunistas Cayetano Bolívar, el conjejal Andrés Rodríguez y José Ochoa. El 12 de julio del mismo año Emilio fue elegido diputado en Cortes y renunció al cargo de alcalde.
Durante la legislatura constituyente fue líder de la minoría parlamentaria del PRRS. En 1933, formó parte del grupo que se escindió del PRRS fundando el Partido Republicano Radical Socialista Independiente. No obtuvo escaño como candidato en las elecciones de 1933. En las elecciones de 1936, integrado en Izquierda Republicana, fue elegido diputado en las candidaturas del Frente Popular por la provincia de Málaga.
Tras el final de la guerra civil española se exilió en Paris hasta 1940 y posteriormente en Marsella. En 1953 fue autorizado a regresar a Málaga acreditando el auxilio prestado a personas amenazadas durante la represión en la zona republicana durante la guerra civil y ejerció como abogado pese a rechazo de una parte de la sociedad malagueña del Régimen.

## Reconocimientos
Tiene una calle dedicada en Málaga: la calle Alcalde Baeza Medina, concretamente en la barriada de Ciudad Jardín.